# Louis Blondel
Louis Blondel (* 24. November 1885 in Genf; † 17. Januar 1967 ebenda) war ein Schweizer Archäologe.

## Leben
Louis Blondel war der Sohn von Auguste Blondel (1854–1922), Rechtsanwalt und Schriftsteller, und dessen Ehefrau Emilia Benigna Sophia Bossi, Marquise von Musso. Er besuchte bis 1904 das Gymnasium in Genf und absolvierte ein Architekturstudium an der Universität Genf, das er an der Technischen Hochschule München mit einem Diplom abschloss; er leistete anschliessend ein Praktikum in Paris bei den Malern Aristide Maillol und Maurice Denis.
Nach seiner Rückkehr in Genf beschäftigte er sich mit dem historischen Kataster und veröffentlichte Les faubourgs de Genève, ein Schlüsselwerk der Geschichte des Städtebaus.
Gemeinsam mit dem Lausanner Arzt Eugène Bach und dem Kunsthistoriker Adrien Bovy (1880–1957) verfasste er als ersten Band La cathédrale de Lausanne; in diesem Werk beschränkte er sich nicht nur auf den Bau als solchen, sondern entschlüsselte und deutete auch die Ergebnisse der von 1909 bis 1912 durch Albert Naef unter der Kathedrale durchgeführten Ausgrabungen. Zu dieser Zeit war er bereits als Frühmittelalter-Archäologe international anerkannt.
Von 1913 an betreute er die Abteilung Vieux Genève des Musée d’art et d’histoire , 1914 arbeitete er für die Schweizerische Landesausstellung sowie für das Historisch-Biographische Lexikon der Schweiz.
Während des Ersten Weltkriegs diente er als Oberleutnant im Bataillon 13. Von 1920 bis 1963 war Kantonsarchäologe von Genf und leitete regelmässig Ausgrabungen in der Abtei Saint-Maurice im Wallis.
1931 erfolgte durch den Bundesrat seine Berufung in die eidgenössische Kommission für historische Kunstdenkmäler, der er anfangs während zweier Amtsdauern als Mitglied und von 1942 bis 1955 als Vizepräsident angehörte.
Mit Adolphe Guyonnet (1877–1955) erstellte er von 1937 bis 1938 einen Plan der Genfer Altstadt.
Louis Blondels Untersuchungen und Forschungen, die sich über Jahrzehnte hin erstreckten, erhellten die Geschichte des Rhoneübergangs bei Genf, zurück bis zu den von Cäsar gegen die Helvetier angelegten Befestigungen. Weiter erforschte er die Reste frühchristlicher Skulptur in Genf, dem Altarfrontale (1922) und andern Fragmenten (1960) aus St. Germain. Seine Ausgrabungen unter dem sogenannten Auditorium Calvin, der einstigen Kirche Notre-Dame de Genève südöstlich der Kathedrale von St. Pierre, und seine Forschungen über das in der Reformation untergegangene Priorat von St. Victor rundeten das Bild der spätantiken und der frühmittelalterlichen Kirchenbauten Genfs ab.
Er untersuchte methodisch die Reste der Kirchenbauten in der sogenannten Cour du Martolet hinter der heutigen, im 17. Jahrhundert südlich davon neuerbauten Basilika von St. Maurice und er erbrachte hier den Beweis einer eindrucksvollen, in der Schweiz einmaligen Kontinuität, von einem römischen Quellheiligtum über die erste, von Eucherius von Lyon erwähnte Grabkapelle der Thebäischen Märtyrer aus dem Ende des 4. Jahrhunderts, die Kirche des 5. Jahrhunderts, die Basilika König Sigismunds von 515 und ihren Umbau im ausgehenden 6. Jahrhundert, die frühkarolingische doppelchörige Abteikirche bis zum Neubau, der Anfang des 11. Jahrhunderts durch Erzbischof Burkhard von Lyon errichtet wurde.

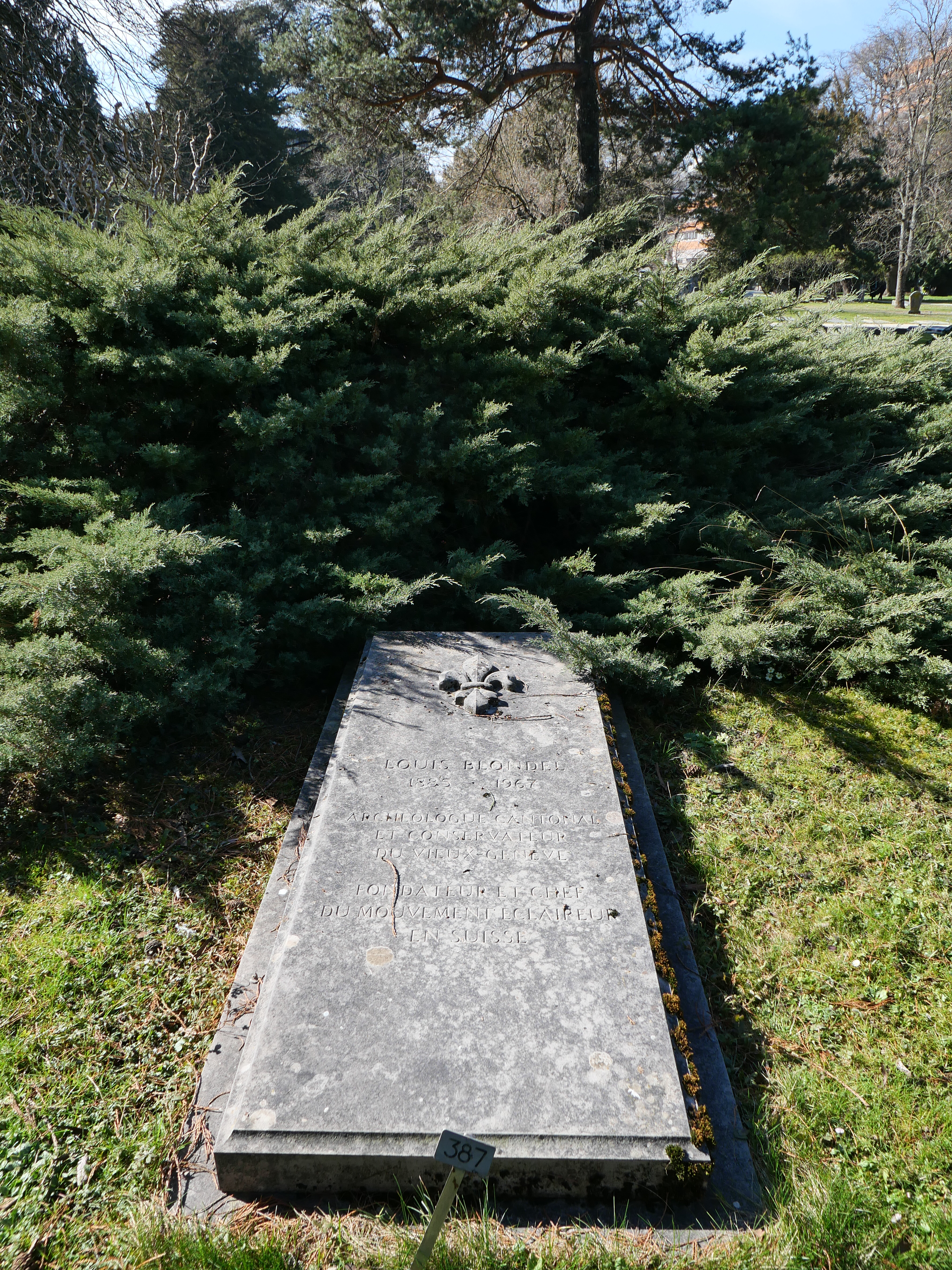
Blondels Grab

Die Entdeckung der merowingischen Coemeterialkirche (eine Kirche, die auf einem Coemeterium errichtet ist) Notre-Dame sous le Bourg, der von ihm erbrachte Nachweis einer frühmittelalterlichen Felseneinsiedelei in Notre-Dame du Scex und schließlich die Ausgrabung der Ringkrypta unter der Pfarrkirche St. Sigismond durch den Walliser Kantonsarchäologen Olivier Frédéric Dubuis veranlassten ihn, die Kirchenfamilie von St. Alaurice 1962 in einem, seinem Freund Linus Birchler gewidmeten Aufsatz, als sakrale Stadt zu deuten.
Blondel publizierte seine Forschungen in vielen Büchern sowie in Fachartikeln in den Genfer und Walliser Fachzeitschriften Genava und Vallésia; hierbei schrieb er von 1944 bis 1963 die archäologische Chronik für die Zeitschrift Genava.
Louis Blondel war seit dem 14. September 1920 mit Claire Amélie, Tochter des Anwalts Louis-Adrien Bonnard verheiratet, gemeinsam hatten sie eine Tochter und einen Sohn. Sein Sohn Denis (* 1923; † 20. Dezember 2018) wurde später Bauingenieur, war im Grossen Rat vertreten und von 1984 bis 1992 Präsident des Genfer Heimatschutzes.
Sein Schwager war der Sprachwissenschaftler und Historiker Georges Bonnard (1886–1967).
Blondel ist auf dem Cimetière des Rois (deutsch Friedhof der Könige) begraben, der als Genfer Panthéon gilt.

## Ehrungen und Auszeichnungen
Die Universität Basel verlieh ihm 1936, und die Universität Genf 1942 den Titel eines Ehrendoktors.

## Mitgliedschaften
- In jungen Jahren war Louis Blondel 1912 Mitbegründer der Schweizer Pfadfinderbewegung[8] und wurde 1934 Bundesfeldmeister[9] sowie von 1946 bis 1957 Präsident des Schweizerischen Pfadfinderbundes;[10] 1957 wurde er zum Ehrenpräsidenten ernannt. Sein Pfadfindername war Grand Sachem.
- Als langjähriges Mitglied des Parti Libéral gehörte er zwischen 1918 und 1943 dem Gemeinderat von Lancy an.
- Der Akademischen Gesellschaft (Société académique) und der Gesellschaft für Geschichte und Archäologie zu Genf (Société d’histoire et d’archéologie de Genève) diente er als langjähriges Vorstandsmitglied und als Präsident.
- 1943 übernahm er, als Nachfolger Konrad Eschers, für acht Jahre das Präsidium der Gesellschaft für Schweizerische Kunstgeschichte, deren Ausschuss für archäologische Forschungen, die sogenannte Römer-Kommission, er überdies leitete. In dieser Zeit überstieg die Mitgliederzahl über 6.600, für diese wurde das Inventarwerk Die Kunstdenkmäler der Schweiz herausgegeben, an dem Louis Blondel mitgearbeitet hat.
- Er war Mitglied in der Société Nationale des Antiquaires de France.
- Als einer von zwei Schweizer Vertretern gehörte er dem Comité international d’histoire de l’art an, in dessen Verantwortung unter anderem die Durchführung der internationalen kunstgeschichtlichen Kongresse fällt.

## Schriften (Auswahl)
- Notes d’archéologie genevoise. Genf 1914–1922.
- Les faubourgs de Genève au 15e siècle. Georg A. Jullien, Genf 1918.
- mit Albert Richard, Albert Picot, Georges Fleury: Voyage au front français. Édition Atar, Genf 1919.
- Les faubourgs de Genève. Genf 1919.
- Chronique des découvertes archéologiques dans le canton de Genève en 1922. Genf 1923.
- La Tour de Lancy: histoire d’un domaine pendant six siècles. Imprimerie A. Kundig, Genf 1924.
- Le port gallo-romain de Genève. Imp. Albert Kundig, Genf 1925.
- Die Villa Bartholoni in Sécheron. Sonderdruck aus: Die Kunst in der Schweiz, 1927.
- L’aqueduc antique de Genève. Genf 1928.
- L'architecture militaire au temps de Pierre II de Savoie: Les donjons circulaires. A. Kundig, Genf 1935.
- Betrachtungen zur Kunst der Schweiz. Hollbein-Verlag, Basel 1936.
- Tour de bois et bourg de Vissoie. Verlag des Schweizerischen Landesmuseums, 1938.
- La chapelle des Macchabées. Union protestante, Genf 1938.
- mit Camille Martin: Das Bürgerhaus in der Schweiz. Orell Füssli, Zürich 1940.
- Huttes de l’époque néolithique: la Praille et le Zigiholz. Schweizerische Gesellschaft für Urgeschichte, 1943.
- mit Eugène Bach, Adrien Bovy: La cathédrale de Lausanne. Birkhäuser, Basel 1944.
- Milliaire de Vollèges dans le Val de Bagnes. Schweizerische Gesellschaft für Urgeschichte, 1944.
- mit Eugène Bach, Adrien Bovy, Marcel Grandjean: Les monuments d’art et d’histoire du canton de Vaud. Basel, 1944–1965.
- Le retranchement de César sur le Rhône.  In: Genava, 1945.
- Le bourg et le château de Saillon.  Buchdruckerei Rösch, 1950.
- Châteaux de l'ancien diocèse de Genève, herausgegeben von der Société d'histoire et d'archéologie, mémoires et documents série in-4, tome septième, Verlag Alexandre Jullien, Genf 1956
- Genève: découverte de fresques à l’hotel-de-ville.  Buchdruckerei W.Rösch, 1958.
- La cathédrale St-Pierre de Genève: l’église du XIe siècle. Birkhäuser, Basel 1962.
- L’abbaye de St-Maurice d’Agaune et ses sanctuaires: une ville sainte. Birkhäuser, Basel 1962.
- mit André Donnet, Oswald Ruppen, Josef Rast, Anton Gattlen: Burgen und Schlösser im Wallis. Walter, Olten 1963.
- L’Hospice du Grand St-Bernard – Étude archéologique. S. 39f.

- Schriften von Louis Blondel. In: Digitaler Bibliothek.